# 密鰓山雅羅魚
密鰓山雅羅魚（学名：Oreoleuciscus humilis）为輻鰭魚綱鯉形目雅羅魚科的一個種，分布於亞洲蒙古及俄羅斯聯邦，體長可達20公分，體重可達25公斤，壽命可達15年，棲息在河川及湖泊底層水域，生活習性不明。

## 扩展阅读
維基物種上的相關：密鰓山雅羅魚
1. ↑  . FishBase.   [August 27, 2019].